# Assedio di Barcellona (1706)
L'assedio di Barcellona del 1706 fu una battaglia combattuta nel corso della guerra di successione spagnola dal 3 al 27 aprile 1706.
Il 9 ottobre 1705, Barcellona si era arresa alle forze della Grande Alleanza che sostenevano l'arciduca Carlo d'Asburgo e le sue pretese al trono spagnolo. Questi si insediò in città col nome di Carlo III di Spagna e qui pose la propria corte, motivo per cui Filippo di Borbone, il pretendente filo-francese, tentò di recuperare la capitale del principato di Catalogna. Un esercito borbonico di 18 000 uomini agli ordini del duca Adrien Maurice de Noailles e del maresciallo René de Froulay de Tessé iniziò ad assediare la città il 3 aprile del 1706, mentre Filippo V in persona si installava a Sarrià. Alla fine di aprile i borbonici controllavano già il castello di Montjuïc da dove si prepararono all'assalto alla città. L'8 maggio giunse però a Barcellona una flotta anglo-olandese composta da 56 navi di linea con a bordo 10 000 uomini al comando dell'ammiraglio inglese John Leake, fatto che obbligò i borbonici a ritirarsi dalla città. Filippo V attraversò la frontiera con la Francia, intenzionato a rientrare in Spagna da Pamplona.

## Antefatto
Carlo II di Spagna nominò nel suo ultimo testamento Filippo d'Angiò quale suo successore. Filippo entrò a Barcellona il 2 ottobre ed il 14 di gennaio del 1702 le Cortes spagnole gli imposero il giuramento alle costituzioni catalane. Dal canto suo, gli alleati proponevano l'arciduca Carlo d'Asburgo come loro successore al trono, dando così il via alle ostilità.
Presa Gibilterra nell'agosto del 1705, l'arciduca si imbarcò a Lisbona e giunse ad Altea dove venne proclamato re e dove appoggiò la rivolta valenciana dei maulets capeggiata da Joan Baptista Basset. Assaltata dalle truppe alleate di Lord Peterborough, Barcellona capitolò il 9 ottobre del 1705, ed il 22 ottobre entrò in città lo stesso arciduca Carlo che il 7 novembre giurò sulle costituzioni catalane col nome di Carlo III di Spagna. Lord Peterborough avanzò quindi verso Valencia e sulla fine dell'anno, l'arciduca controllava la maggior parte del principato di Catalogna e del regno di Valencia. John Leake ricevette l'incarico di perlustrare il Mediterraneo e si diresse a Lisbona per far riposare la propria flotta.
Filippo d'Angiò, tutt'altro che disposto ad arrendersi e cosciente del pericolo che avrebbe portato lasciare Barcellona nelle mani del nemico e si decise a far attaccare la città dal maresciallo francese René de Froulay de Tessé che si diresse a tutta velocità a Barcellona avanzando da Lérida per poter ricevere nuove forze dalla Francia, guidate da Luigi Alessandro di Borbone, conte di Tolosa, con cannoni e munizioni sufficienti. Le truppe giunsero il 3 aprile 1706 alla città e ivi iniziarono l'assedio. Filippo si recò dunque a Madrid.

## Preludio
I borbonici, con la presenza dello stesso Filippo d'Angiò a Sarrià, potevano contare su un totale di 18 000 uomini e sull'appoggio di Luigi Alessandro di Borbone.
Per difendere Barcellona, l'arciduca Carlo contava su un totale di 8500 uomini di cui 4500 membri della Coronela de Barcelona, 2000 fanti inglesi, tedeschi e olandesi, 1000 catalani del Regimiento de Reales Guardias Catalanas e del Regimiento de Barcelona oltre ad un migliaio di volontari catalani. Oltre a questi erano presenti 400 dragoni, dei quali 250 catalani ed il resto inglesi.
Il 3 aprile 1706, 21 navi di linea di John Leake si riunirono a Gibilterra con le 6 al comando di John Price, e con le 7 navi di linea e 6 fregate di Jacob van Wassenaer Obdam, flotta nella quale era imbarcato anche James Stanhope. Il giorno 5, Leake ricevette una lettera dall'arciduca Carlo che lo informò del fatto che i borbonici stavano assediando Barcellona. Giunti ad Altea il 18 aprile, dove si unirono a George Byng con quattordici navi da linea e tre giorni dopo li raggiunse Hovenden Walker con altre cinque navi.
La flotta si diresse quindi a Maiorca e da lì a Tortosa, dove il 26 aprile imbarcò 2000 uomini al comando di Lord Peterborough. Credendo che le forze di terra dei francesi potessero realizzare un ultimo assalto disperato alla città, Leake ordinò a Byng ed a Wassenaar di accelerare le operazioni.

## L'assedio
Il 19 aprile il castello di Montjuic venne assaltato dalle truppe di René de Froulay de Tessé che intendeva sfruttarlo per prendere la città di Barcellona, attaccando con l'artiglieria e la maggior parte della sua fanteria. Il castello era difeso da Arthur Chichester che resistette con seicento delle sue giubbe rosse.
L'arciduca Carlo, decise di aspettare la flotta ausiliaria. Lord Donegal, resistette sino al giorno 26, quando cadde in mano borbonica. Le mura della città vennero attaccate con l'artiglieria nella zona di Sant Antoni, dove venne aperta una breccia significativa.
Il 27 aprile le truppe alleate riuscirono ad entrare nella città tramite delle barche di pescatori. I borbonici, che pure avrebbero potuto opporre resistenza, abbandonarono in completo disordine abbandonando l'artiglieria e le munizioni, al punto che Filippo d'Angiò si ritirò in Francia per ritornare poi in Spagna tramite la Navarra.

## Conseguenze
La cattura del materiale bellico fu particolarmente significativa: 106 cannoni di bronzo, 27 mortai, 5000 barili di polvere da sparo, 40 000 cartucce, 500 barili di palle di moschetto, 2000 bombe, 2000 granate e 12 300 granate a mano.
La Catalogna passò definitivamente in mano agli alleati. Le truppe che non erano destinate alla Catalogna si imbarcarono e Lord Peterborough sbarcò a Valencia il 13 maggio. Ad Altea si celebrò un consiglio di guerra che determinò l'assedio di Cartagena, dove gli abitanti locali desideravano combattere a favore dell'arciduca Carlo.